# 佐久站
佐久站（日语：／ Saku eki */?）是屬於北海道旅客鐵道宗谷本線的無人車站，位於北海道中川郡中川町大字佐久，車站編號為W63。電報略號為サク。站名源自阿伊努語中的「sak-kotan-nay」，意思為「夏天的村莊的河流」。本站現時只停靠普通列車，過往仍是急行級別時的「宗谷」上行列車會在此停靠，不過在「宗谷」昇格為特急列車後便不再停靠。而本站現時只提供來往名寄及稚內之間的3來回普通列車班次。

## 車站構造

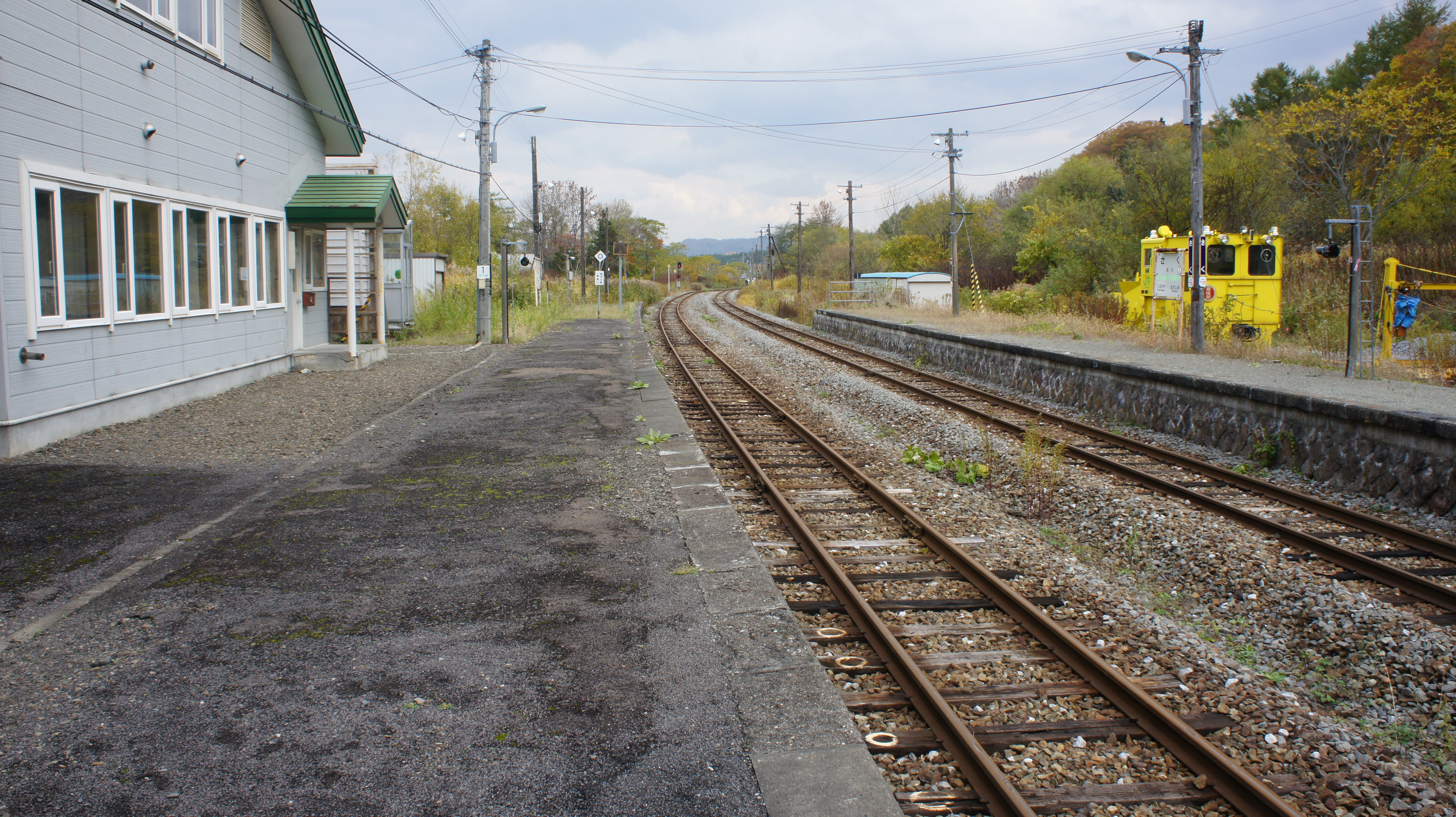
月台（2017年10月）

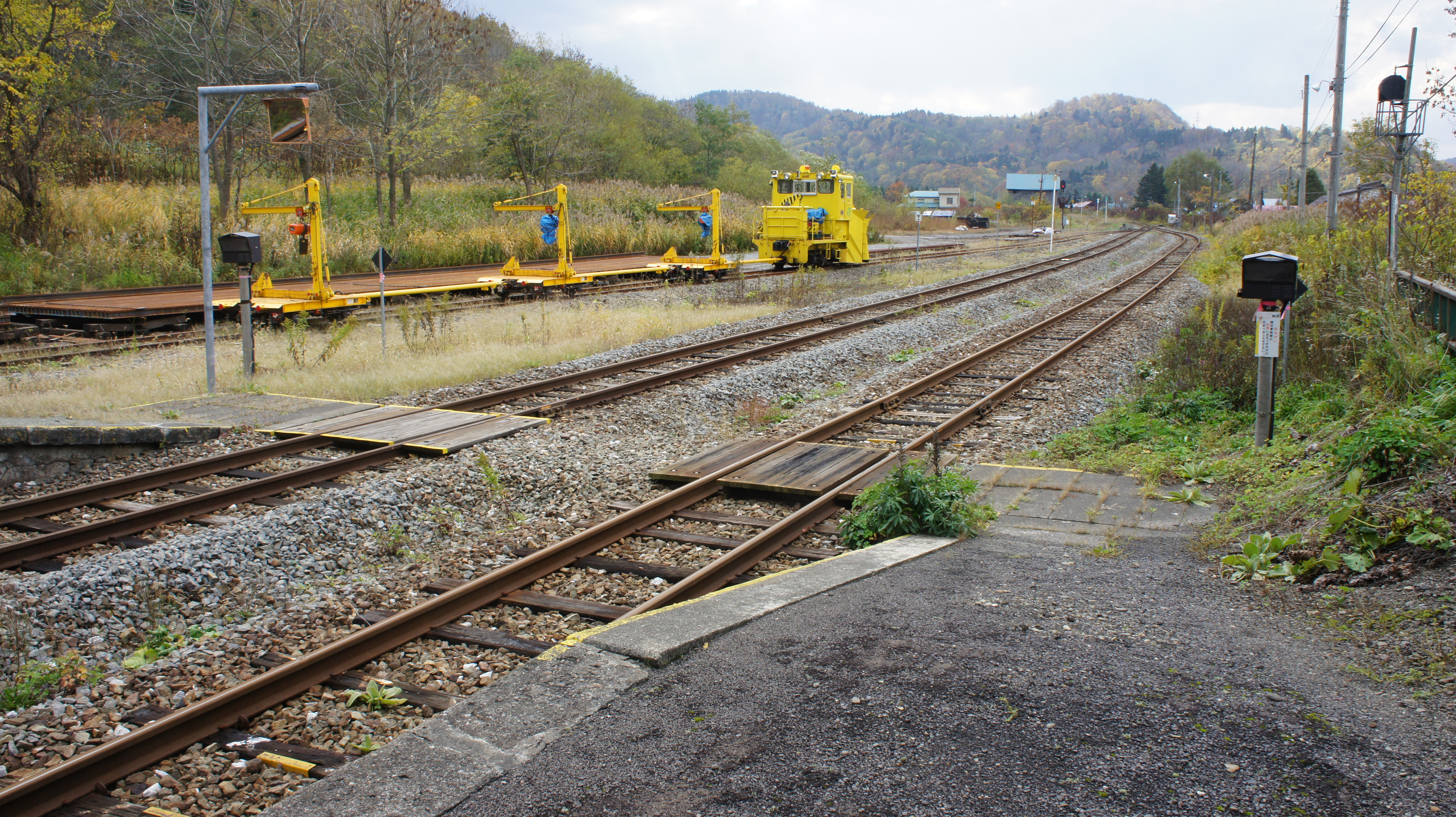
平交道（2022年10月）

本站為設有兩座相對式月台及兩條乘車線的無人車站。本站的站房是木造建築，在1990年改建時同時設置「佐久故郷傳統博物館」。館內有舊車站的繪畫、當地的古物及農具、當地出土的菊石目化石等。而2樓則設有自修室。站內亦設有洗手間。

## 歷史
- 1922年11月8日：以日本國有鐵道天鹽線所屬車站之身分啟用。
- 1924年6月25日：天鹽線改稱為天鹽南線。
- 1926年9月25日：天鹽南線與天鹽北線合併並改稱為天鹽線。
- 1930年4月1日：天鹽線改稱為宗谷本線。
- 1982年11月15日： 廢止貨運業務。
- 1984年2月1日：取消行李托運服務。
- 1986年11月1日：降為無人站。
- 1987年4月1日：國鐵分割民營化，車站劃歸由JR北海道繼承。
- 1990年：車站改建。

## 車站周邊
- 國道40號
- 北海道道118號美深中川線
- 北海道道119號遠別中川線（日语：北海道道119号遠別中川線）
- 北海道道218號板谷佐久停車場線
- 北海道道541号问寒别佐久停车场线
- 美深警署（日语：美深警察署）佐久分所
- 佐久郵局
- 佐久橋
- 天鹽川

## 相鄰車站
北海道旅客鐵道（JR北海道）
■宗谷本線
筬島（W62）－佐久（W63）－天鹽中川（W64)
本站與隔鄰的筬島站之間曾存在一座神路號誌站，該號誌站是在1922年（大正11年）時以車站名義開始營運，但在1977年（昭和52年）5月25日時降格為信號站，並於1985年（昭和60年）3月14日廢站。

## 外部連結
- （日語）JR北海道 – 佐久車站（页面存档备份，存于）
- （日語）全驛參觀之旅（页面存档备份，存于）